# Krystian Brzozowski
Pour les articles homonymes, voir Brzozowski.
Krystian Brzozowski (né le 20 février 1982 à Namysłów) est un lutteur polonais.

## Palmarès

### Championnats d'Europe
- Médaille de bronze en catégorie des moins de 74 kg en 2006
- Médaille de bronze en catégorie des moins de 74 kg en 2014